# ミーラー・ナーイル
ミーラー・ナーイル（英語：Mira Nair, ヒンディー語：मीरा नायर, 1957年10月15日 - ）はインド出身の映画監督、脚本家、プロデューサー、女優である。

## 略歴
デリー大学で社会学を学んでいた時に劇団に参加し、女優として出演していた。19歳で奨学金を得てハーヴァード大学で学んだ。
初期はドキュメンタリー作品を製作しており、ムンバイのナイトクラブのストリッパーを描いた『India Cabaret』アメリカでブルーリボン賞を受賞した。初めての商業映画『サラーム・ボンベイ!』でカンヌ国際映画祭カメラ・ドールを受賞。アカデミー外国語映画賞にもノミネートされ、注目を集める。『モンスーン・ウェディング』ではヴェネツィア国際映画祭金獅子賞を受賞している。
夫は、コロンビア大学で人類学の教授をしているマフムード・マンダーニーである。近年、彼女自身もコロンビア大学芸術学部映画学科准教授として教えている。
2015年、第6回Athena Film Festivalにて、「ローラ・ジスキン生涯功労賞」を受賞。
政治家のゾーラン・マムダニは、彼女の息子である。

## 主な監督作品
- サラーム・ボンベイ! Salaam Bombay! (1988)
- ミシシッピー・マサラ Mississippi Masala (1991)
- 太陽に抱かれて The Perez Family (1995)
- カーマ・スートラ/愛の教科書 Kama Sutra: A Tale of Love (1996)
- モンスーン・ウェディング Monsoon Wedding (2001)
- ユマ・サーマンの運命の人を探して Hysterical Blindness (2002) テレビ映画
- 11'09''01/セプテンバー11 11'0901 - September 11 (2002) オムニバス映画
- 悪女 Vanity Fair (2004)
- その名にちなんで The Namesake (2006)
- 8 -Eight- 8 (2008) オムニバス映画
- ニューヨーク、アイラブユー New York, I Love You (2008) オムニバス映画
- アメリア 永遠の翼 Amelia (2009)
- ミッシング・ポイント The Reluctant Fundamentalist (2012)
- 奇跡のチェックメイト クイーン・オブ・カトゥエ Queen Of Katwe (2016)